# To Notice Such Things
Albums de Jon Lord
Boom of the Tingling Strings
(2008) Concerto For Group And Orchestra
(2012)
To Notice Such Things est un album studio de l'ancien claviériste de Deep Purple Jon Lord, sorti le 29 mars 2010. Il est intitulé d'après l'œuvre principale, une suite de six mouvements pour flûte solo, piano et orchestre à cordes, composée par Lord à la mémoire de son ami proche feu Sir John Mortimer, avocat, dramaturge, scénariste, auteur et créateur de Rumpole of The Bailey, et mort en janvier 2009.
L'album entièrement instrumental est enregistré à la fin de septembre 2009 avec le Royal Liverpool Philharmonic Orchestra sous la direction de Clark Rundell, avec Cormac Henry à la flûte, et comprend également trois pièces supplémentaires.

## Histoire
À la mort de John Mortimer, ami de douze ans, Jon Lord lui rend hommage :   

« C'était un grand ami et une grande inspiration pour moi et j'espère que mon amour et mon respect pour lui ressortiront dans la musique Quelques semaines après son décès, on m'a proposé une commande pour écrire un concerto pour flûte et orchestre. Au début, j'ai refusé par manque de temps, mais après quelques jours de réflexion, j'ai réalisé que j'avais ces trois petites pièces pour flûte et piano que j'avais écrites pour les spectacles de théâtre que j'avais l'habitude de faire avec Sir John, et j'ai pensé qu'ils pourraient servir de base à ce " concerto pour flûte " et que je pourrais écrire en sa mémoire. »

La musique est tirée de celle que Lord a composée pour le spectacle musical, Mortimer's Miscellany dans lequel Mortimer, « accompagné de deux actrices, un pianiste et joueur de flûte, lisait de la poésie et de la prose, racontait des histoires et des blagues et racontait des anecdotes juridiques hilarantes, donnant sa vision merveilleusement sage et spirituelle de la vie, de l'amour et de la loi.» Initialement d'une longueur de six minutes, la musique devient une suite de 27 minutes pour flûte solo, piano et orchestre à cordes, dans laquelle Jon Lord fait ressortir la présence de Mortimer : « Je pense qu'il est à peu près dans chaque note de la pièce et j'en suis vraiment content, car je pense qu'il serait content de ce que je pense de lui. Je voulais donner à la flûte le travail de parler pour John tout au long de la Suite ; ses rires et ses soupirs, sa mélancolie et sa légèreté occasionnelle, son espièglerie, et aussi l'angoisse et l'acceptation de ses derniers jours. »
La suite se termine par un mouvement appelé Afterwards, du nom du poème de Thomas Hardy que John Mortimer avait l'habitude de lire à la fin de son spectacle : To Notice Such Thing en est le dernier vers.
To Notice Such Things sera jouée la première fois le 5 juillet 2009 au festival de Shipley. En novembre, Jon Lord exécute trois de ses mouvements au service commémoratif de Mortimer à la cathédrale de Southwark , avec Bruce Martin à la flute et un orchestre à cordes de dix-sept musiciens, devant un public comprenant la duchesse de Cornouailles, des membres de la famille Mortimer, Lord Mandelson, Lord Kinnock, Jeremy Paxman, Alan Rickman, Peter O'Toole, Sir Tom Stoppard et Jeremy Irons, dont la lecture de Afterwards clôt l'enregistrement de l'album To Notice Such Things.
To Notice Such Things sera joué en concert à quelques reprises, notamment le 16 juin 2010 au Philharmonic Hall de Liverpool avec le Royal Liverpool Philharmonic Orchestra dirigé par Clark Rundell.

## Titres
1. As I Walked Out One Evening (4:15)
2. At court (5:33)
3. Turville Heath (3:01)
4. The Stick Dance (4:45)
5. The Winter of a Dormouse (5:33)
6. Aferwards (3:56)
7. Evening Song (8:16)
8. For Example (9:12)
9. Air on the Blue String (6:33)
10. Afterwards (Poème de Thomas Hardy ) (3:01)

### Explications
- Pistes 1 à 6: To Notice Such Things - En mémoire de Sir John Mortimer, CBE, QC (1923–2009)
- Piste 7: La version vocale originale apparaît sur l'album Pictured Within de Jon Lord
- Piste 8: dédiée à Øyvind Gimse et aux solistes de Trondheim[7]
- Piste 9 : dédiée à Matthew Barley[7]
- Piste 10: Lue par Jeremy Irons avec Jon Lord au piano[7]

## Musiciens
- Royal Liverpool Philharmonic Orchestra dirigé par Clark Rundell
- Thelma Handy : 1er violon
- Jon Lord : piano
- Cormac Henry : flûte sur les pistes 1-6

## Production
- Enregistré du 30 septembre au 1er octobre 2009, The Friary, Liverpool.
- Producteur : John Fraser.

- Ingénieur : Phil Hobbs.
- Date de sortie : 29 mars 2010 chez Avie Records AV 2190